# 언양지석묘
언양지석묘(彦陽支石墓)는 울산광역시 울주군 언양읍에 있는 유적이다. 1997년 10월 9일 울산광역시의 기념물 제2호로 지정되었다.

## 현지 안내문
언양 지석묘는 규모로 보아 영남지역 일대에서 가장 큰 바둑판식 고인돌이다. 지석묘의 상석은 길이 8.5m, 너비 5.3m의 덮개돌이 사다리꼴 모양으로 비스듬히 놓여 있다. 지석은 6매로 정도이고, 크기는 된 받침돌의 크기는 2.8m〜3.1m 정도로 거대한 편이다. 서부리 주민들은 이 지석묘를 ‘용바우’라고 부르며, 민속 신앙의 대상으로 삼아 치성을 드렸다고 한다. 아직 발굴조사가 이루어지지 않아 지하의 돌방 형태나 출토 유물은 알 수 없지만 보존 상태가 양호하며 덮개돌이 매우 큰 것이 특징이다.
이 지석묘는 청동기시대 언양 지역의 정치·사회·문화 등을 연구할 수 있는 중요한 자료로 평가된다.

## 개요
지석묘는 고인돌이라고도 부르는데, 청동기시대의 대표적인 무덤으로 주로 경제력이 있거나 정치 권력을 가진 지배층의 무덤으로 알려져 있다. 우리 나라는 세계적으로 유수한 지석묘 집중지역으로 알려져 있다.
우리 나라의 지석묘는, 4개의 받침돌을 세워 지상에 돌방을 만들고 그 위에 거대하고 평평한 덮개돌을 올려 놓은 것을 탁자식(卓子式) 또는 북방식이라 하고, 땅속에 돌방을 만들고 작은 받침돌을 세운 뒤 그 위에 덮개돌을 올린 것을 바둑판식(碁盤式) 또는 남방식이라 하는데, 바둑판식에서 받침돌이 없는 것을 때로 개석식(蓋石式) 또는 무지석식(無支石式)이라 하여 구분한다. 울산지역에서는 개석식과 바둑판식이 주로 나타난다.
언양 지석표는 규모로 보아 영남일대에서 가장 큰, 바둑판식 고인돌이며, 길이 8.5m, 나비 5.3m의 덮개돌이 사다리꼴 모양으로 비스듬히 놓여 있다. 6매로 된 받침돌의 크기는 2.8m~3.1m 정도로 거대한 편이다.
서부리 주민들은 이 지석묘를 "용바우"라고 부르며, 민속 신앙의 대상으로 삼아 치성을 드렸다고 한다. 아직 발굴조사가 이루어지지 않아 지하의 돌방 형태나 출토 유물은 알 수 없지만 보존 상태가 양호하며 덮개돌이 매우 큰 것이 특징이다.
이 지석묘는 청동기시대 언양 지역의 정치·사회·문화 등을 연구할 수 있는 중요한 자료로 평가된다.

## 참고 자료
- 언양지석묘 - 국가유산청 국가유산포털
- 언양 지석묘 - 울산관광가이드